# Dragan Pantelić
Dragan Pantelić (Loznica, 1951. december 9. – Niš, 2021. október 20.) jugoszláv válogatott szerb labdarúgó, kapus, edző.

## Pályafutása

### Klubcsapatban
1971 és 1981 között a Radnički Niš kapusa volt. 1981 és 1983 között a francia Bordeaux csapatában védett. 1983-ban hazatért és az FK Timok labdarúgója lett. 1984–85-ben a Radničkiben fejezte be az aktív labdarúgást.

### A válogatottban
1979 és 1984 között 19 alkalommal szerepelt a jugoszláv válogatottban és két gólt szerzett. Az 1980-as moszkvai olimpián negyedik lett a csapattal. Részt vett az 1982-es spanyolországi világbajnokságon.

### Edzőként
1989–90-ben a Radnički Niš vezetőedzője volt.

## Sikerei, díjai
Jugoszlávia
- Olimpiai játékok
  - 4.: 1980, Moszkva